# 파비우 데이비송 로페스 마시에우
파비우 데이비송 로페스 마시에우(포르투갈어: Fábio Deivson Lopes Maciel, 1980년 9월 30일 ~ )는 브라질의 축구 선수로 포지션은 골키퍼이다.